# Arto Salomaa
Pour les articles homonymes, voir Salomaa.
Arto Kustaa Salomaa, né le 6 juin 1934 à Turku en Finlande et mort le 26 janvier 2025 à Kauhajoki, est un mathématicien et informaticien théoricien finlandais. Il travaille principalement dans les domaines des langages formels, la  théorie des automates, la combinatoire des mots  et la cryptographie.
Il est, avec notamment Maurice Nivat et Grzegorz Rozenberg, l'un des fondateurs de l'informatique théorique européenne.

## Carrière
Arto Salomaa étudie à l'université de Turku (où son père est professeur de  philosophie); il obtient un M. A. en 1954. En 1956-1957, il séjourne à l'université de Californie à Berkeley et il étudie sous la direction de John Myhill. En 1959, il obtient une Licence universitaire (Ph. Lic.) à Turku  et un Ph. D. à la même université en 1960, sous la direction de Kustaa Inkeri. En 1957, Salomaa est nommé assistant à l’université de Turku. En 1965, il devient professeur de mathématiques à cette même université, et il conserve ce poste jusqu'à sa retraite en 1999. Il passe également deux années à l'université de Western Ontario à London (Ontario, Canada) et deux années à l'université d'Aarhus au Danemark,.
Arto Salomaa est président de l'European Association for Theoretical Computer Science de 1979 à 1985.

## Publications
Arto Salomaa est un auteur très prolifique. En plus d'une grande quantité d'articles dans des journaux scientifiques et de communications à des colloques, il a publié, seul ou avec des coauteurs, de nombreux livres, et édité de nombreux manuels ou textes de conférences et de workshops (en français : ateliers). Les livres sont devenus fréquemment des ouvrages de référence, et le livre Formal Languages était, en 1991, parmi les 100 textes les plus cités en mathématiques. Parmi ces ouvrages édités par Springer-Verlag, il y a notamment le Handbook of Formal Languages en 3 volumes, et le Book of L.

## Prix et distinctions
- Huit titres de docteur honoris causa[7],[8] :
  - 1988 : Åbo Akademi.
  - 1989 : Université d'Oulu.
  - 1989 : Université de Szeged, Hongrie.
  - 1992 : Université de Bucarest, Roumanie.
  - 1992 : TU Magdebourg, Allemagne.
  - 1994 : Université d'État de Lettonie, Riga.
  - 1999 : Université technique de Graz.
  - 2013 : Université de Western Ontario[9].
- 1992 : Membre de l'Academia Europaea.
- 2001 : Membre de l'Académie finlandaise des sciences : Académicien, titre honorifique décerné par l'Académie de Finlande[10].
- 2004 : Prix EATCS[7].
- 2019 : Chevalier de première classe de l'ordre du Lion de Finlande
- 2019 : Jukka Paakki, Arto Salomaa: Mathematician, Computer Scientist, and Teacher : A Thematic Biography, Springer, Cham, 2019, ix + 303 (ISBN 978-3-030-16048-7).

## Ouvrages

### Auteur ou coauteur
- Theory of Automata, Pergamon Press, coll. « International Series of Monographs in Pure and Applied Mathematics » (no 100), 1969, 276 p..
- Formal Languages, New York, Academic Press, 1973, 335 p.  (édition révisée : collection Computer Science Classics, Academic Press, 1987). (Traduit en allemand en 1979).
- Automata-Theoretic Aspects of Formal Power Series  (avec M. Soittola), New York, Springer-Verlag, 1978, 181 p..
- The Mathematical Theory of L-Systems"  (avec G. Rozenberg), New York, Academic Press, 1980, xvi+352.
- Jewels of Formal Language Theory, Potomac, Maryland, Computer Science Press, 1981, x+144. (Traduit en russe en 1986).
- Computation and Automata, Cambridge et New York, Cambridge University Press, coll. « Encyclopedia of Mathematics and Its Applications » (no 25), 1985, xiii+282. (Traduction japonaise en 1988,  vietnamienne en 1992; traduction française sous le titre Introduction à l'informatique théorique :  calculabilité et complexité. Armand Colin, Paris, p. ix+372 , 1990.  (ISBN 2-200-21063-9)).
- Semirings, Automata, Languages  (avec W. Kuich), Berlin et New York, Springer-Verlag, coll. « EATCS Monographs on Theoretical Computer Science » (no 5), 1986, vi+374.
- Cornerstones of Undecidability  (avec G. Rozenberg), Prentice Hall, coll. « Prentice Hall International Series in Computer Science », 1994, xvi+197 (ISBN 978-0-13-297425-7)
- Public Key Cryptography, Springer, coll. « Texts in Theoretical Computer Science. An EATCS Series », 1996, 2e éd., x+271 (ISBN 978-3-540-61356-5, lire en ligne) (première édition : EATCS Monographs on Theoretical Computer Science (n° 23), Springer 1990,  (ISBN 978-3-662-02629-8), p. x+247. (Traduction de la première édition japonaise en 1992,  roumaine en 1993, russe en 1996, chinoise en 1997).
- Chinese Remainder Theorem. Applications in Computing, Coding, Cryptography  (avec Cunsheng Ding et Dingyi Pei), Singapour, World Scientific, 1996, viii+213
- (en) DNA Computing : New Computing Paradigms  (avec G. Paun et G. Rozenberg), Berlin, Springer, coll. « Texts in Theoretical Computer Science. An EATCS Series », 1998, ix+402 (ISBN 978-3-540-64196-4, BNF 37545048, présentation en ligne). (Traduction en japonais en 1999, russe et chinoise en 2004).

### Éditeur (sélection)
- Grzegorz Rozenberg et Arto Salomaa (éditeurs), Handbook of Formal Languages, Berlin Heidelberg, Springer-Verlag, 1997.

- Grzegorz Rozenberg et Arto Salomaa (éditeurs), The Book of L, Springer, 1986, xv+471 (ISBN 978-3-540-16022-9)

- (avec G. Paun et G. Rozenberg) Current Trends in Theoretical Computer Science, The Challenge of the New Century, World Scientific Publishing Company, Vol. 1: « Algorithms and Complexity ».  p. xii+663, 2004. Vol. 2: « Formal Models and Semantics ». p. xiii+627, 2004.